# 少年ラケット
『少年ラケット』（しょうねんラケット、The day of switching-on!!）は、掛丸翔による日本の漫画作品。『週刊少年チャンピオン』（秋田書店）にて、2015年26号から2017年41号まで連載。
卓球競技を題材として少年少女の友情を描くスポーツ漫画。記憶を失った天才卓球少年が主人公という設定により、卓球未経験の読者も楽しめる構成となっている。

## あらすじ
森原中学校に通う1年生の日向伊智朗（イチロー）は何をやってもまんべんなく駄目、と言われる冴えない少年。友達に誘われるまま入部した野球部でもエラーばかり。ある日、落としたボールを偶然にも練習試合に来ていた紫王館中学校の1年生、如月ヨルゲンに拾われる。自分のことを知っているらしい彼に、自分は1年半前の火事で記憶喪失になったと告げると、彼はそれでは君のお父さんが浮かばれない、と意味深なことを言う。翌日呼び出された地下卓球場で、自分から一点取ればイチローの過去について知っていることを教えるというヨルゲン。見事一点を勝ち取ったイチローは、自身が元々卓球を得意としていたことや父が自分の名前に託した想いを知り、卓球部に転部することを決意する。

## 登場人物

### 森原中学校

#### 森原中学校卓球部
日向 伊智朗（ひなた いちろう）/イチロー
本作品の主人公。森原中学校1年生。1年半前に火事で父親と記憶を失った過去がある。その後転校してからは親友である内田に誘われるままに野球部に入っていたが、級友からは「まんべんなくダメっ子」といわれるほど、何をやっても冴えなかった。しかし2年前に対戦したヨルゲンと再会し、彼に過去の自分が卓球をしていたことを教えられ、卓球部に転部する。名前の由来は卓球の偉人・荻村伊智朗。オールラウンド型で、卓越した記憶力と持久力、瞬発力をもつ。
宮原 博治（みやはら ひろじ）/ヒロ
3年生。卓球部の創部者。 左利き。世界卓球出場選手を破るほどの実力者。イチローに「ヒナ」、轟木に「ロッキー」など、人にあだ名を付ける癖がある。星座に多大な興味を持っており、自分をアンタレスと称したり、ライバル校である紫王館の最上と源をオリオン座に例えたりする。妹には音痴なところとポエミィなところが残念だと言われる。
宮原 愛（みやはら あい）
1年生。イチローのクラスメイトで女子卓球部員。ヒロの妹。やや天然なところがある。兄とおそろいの髪飾りをつけており、とても仲が良い。
轟木 誠治（とどろき せいじ）/ロッキー
2年生。元・ボクシング全日本アンダージュニア優勝者。左手は小学生時代の事故の影響で損傷し、義手となっている。小学生時代は“東の闘犬”として恐れられていた。”西の狂犬”こと城島浩二とは小学生のころからの因縁の間柄であり、頻繁に喧嘩をしては顧問に怒られている。
元々はプロボクサーになるのが夢で、同じくプロボクサーでチャンピオン経験者だった父親からボクシングの英才教育を受けていた。小学6年生のときに鍛えた拳を喧嘩に使ったことがばれて、父親から激しく叱られ、その後、今までのケジメを付けようと城島と面会した帰り、工事現場の落下事故で左手を損傷してしまう。以降、父親とは口を利いていないが、引きずっているのは父親だけで、誠治の方はあまり気にしていない。本人曰く、今前を向けているのは浩二のおかげらしい。
城島 浩二（じょうじま こうじ）/ジョー
2年生。小学生時代は“西の猛犬”として恐れられていた。父親は町の名士であり、裕福な家庭で育つも、何かと優秀な兄と比べられることでグレてしまった。不良仲間から裏切られ、居場所をなくしていたところを、宮原博治に卓球部に誘われる。以来、自分を救ってくれたヒロのことをとても慕っており、決して「逃げないこと」を信条としている。
岩元 繁雄（いわもと しげお）/シゲ
3年生。男子卓球部のキャプテン。ヒロの幼馴染。部活と勉強を両立しており、学年では常に10位以内にいる。堅守のカットマンタイプで、個人戦でも県大会に出場できる実力がある。
獅子内 空（ししうち そら）
1年生。卓球ショップ・レオの跡取り息子。やや商売気質なところがある。
障子田 陸（しょうじだ りく）
1年生。卓球初心者。運動は得意。
御子柴 海（みこしば まりん）
1年生。卓球経験者。料理が得意。
埋金 連十郎（うめがね れんじゅうろう）
2年生。男子卓球部の副キャプテン。轟木誠治と同じ小学校出身。
鳥飼 歩（とりかい あゆむ）
2年生。物静かな先輩。
西澤 雪乃（にしざわ ゆきの）
卓球部顧問であり、イチローのクラスの担任教師。担当は国語。25歳独身。学生時代はバスケ部に所属していて、卓球にはあまり詳しくない。

#### 主人公の関係者
日向 恵美（ひなた めぐみ）
イチローの遠い親戚で、保護者。イチローからはおばさんと呼ばれている。過去に西澤雪乃の家庭教師をしており、面識がある。職業はライター。
東條 星也（とうじょう せいや）/セイ
元々はヒロを個別指導していたが、森原中学卓球部のコーチとなる。森原中学、紫王館高校OB。
内田（うちだ）
イチローのクラスメイト。小学校からの親友。イチローを野球部に誘った。
わっこ
イチローのクラスメイトで同じ班。宮原愛の幼馴染で、ヒロに憧れている。

### 紫王館中学校
進学科、スポーツ科共に一流の私立校。 中学男子卓球部は全中団体戦で10年間連続優勝の超強豪。中高一貫で全寮制。
如月 ヨルゲン（きさらぎ ヨルゲン）
本作品のもう一人の主人公で、イチローのライバル。卓球全日本選手権ホープスの部で優勝した実績のある天才卓球少年。2年前に再戦の約束をしたイチローをずっと探していた。イチローと大会で戦う日を待ち望んでいる。日本とスウェーデンのハーフだと本人は言っているが、ハーフの場合、金髪碧眼の子供は生まれにくいことが作中で指摘されている。名前の由来はスウェーデンの卓球選手であるヨルゲン・パーソン。
最上 一郎（もがみ いちろう）
スポーツ科3年生。Sランク。紫王館卓球部のエース。世界ランク30位であり、昨年の世界卓球に出場した。昨年の夏季大会で自身を負かしたヒロに執着している。日本に再び卓球の黄金時代を築くことを目標としており、そのため華のあるヨルゲンに注目している。一流を志す四人兄弟で、兄の一人（かずと）は東大首席、姉の一美（ひとみ）は世界水泳金メダル選手。弟の一男（かずお）は漫画家を志しており、イチローのクラスメイト。
源 錦治郎（みなもと きんじろう）
スポーツ科2年生。1年時、3年生の引退時期に紫王館卓球部Sランクになった実力者。幼少期に自身を負かした最上一郎を追いかけるように転居、紫王館に入学した。以降も彼に執着し続けている。
石田 直斗（いしだ なおと）
スポーツ科2年生。声が大きいのが特徴。快活で正直な性格。ヨルゲンと仲が良く、行動を共にしている。同学年で自分より実力のある源に注目している。
花巻 べるな（はなまき べるな）
スポーツ科3年生。Sランク。紫王館卓球部の女子のエース。世界ジュニアランク1位。左利き。ヨルゲンのことを気に入っている。
常盤 かりん（ときわ かりん）
スポーツ科1年生。Sランク。世界レベルの実力を持つ。花巻べるなとのダブルスは「柔なる花巻、剛なる常盤」と評され、“ベルリンの壁”と恐れられている。花巻べるなを「べるべる」と呼び慕っている。桃田西卓球部の大和とは幼馴染。最重量級ラケット「剛力」を使う。
有馬 了（ありま りょう）
スポーツ科3年生。万年Aランク。レギュラーを決める紫王館ランク戦では禁止されている補助剤を使用してヨルゲンに挑むも敗退。佐々木知巳によく騙されている。
佐々木 知巳（ささき ともみ）
スポーツ科3年生。口が悪く、有馬によく嘘をつくが、源によるとそれは不器用な優しさの裏返しらしい。
天海 将（あまみ しょう）
紫王館中卓球部の顧問。10年連続全中優勝に導いた名将。

### 桃田西中学校
ホームズ
3年生。桃田西中学卓球部のキャプテン。本名不明。探偵かぶれであり、事前に相手チームのプライベートを調べ上げる、「アンフェア」で危険な人物。森原中との練習試合では、ルパンとダブルスを組んだ。ハリーにのみ気を許している。卓球の実力はそこまで高くない。
ハリー
3年生。卓球部のエース。本名不明。魔法使いかぶれ。ホームズの幼馴染。地区大会の個人戦では毎回優勝する実力者。
ビリー
2年生。西部劇かぶれであり、関西出身ではないが、エセ関西弁を話す（本人曰く、西部弁）。本名はしばらく明かされなかったが、春季大会で姓が本間であることが判明した。ハンドソウラケットを使うのが特徴。森原中との練習試合ではイチローと戦う。
ルパン
2年生。怪盗かぶれ。ホームズの依頼で、変装してギリギリの偵察を行っている。
大和（やまと）
1年生。ニックネームで呼ばれる人間ばかりの桃田西卓球部の中で1人だけ本名で呼ばれているが、仲が悪いわけではなく、何にもかぶれていないため。紫王館に通う常盤かりんは意中の相手。彼女と同じ中学に入学したヨルゲンのことを目の敵にしている。
ふうま
1年生。忍者かぶれの卓球初心者。ラケットを逆手で持って戦う。

### 藍天大附属中学校
和久津 静（わくつ しずか）
紫王館中学校のランク戦でイチローに話しかけてきた男。ランク戦が終わった後に藍天大附属中のジャージを着る描写があるが、イチローたちが藍天大附属中の選手と知ったのは春季大会である。語尾の「です」が「デス」となっている。元HNTの選手。
今給黎 響（いまきいれ ひびき）
前年度JNTに所属していた選手。体格が良く、それを生かしたパワードライブが武器。
久々湊 円（くぐみなと まどか）
トリッキーなプレーを好む選手。髪色からラケットの表面、ラバーのスポンジの色まで全て青で統一するこだわりを持つ。
三ツ木 透（みつぎ とおる）
相手のプレーを真似るのが得意。最上と過去に対戦した際に1セット奪うほどの実力を持っている。
桐木平 麗（きりきひら うらら）
女子卓球部でファンクラブが結成されるほどの美形で高身長。ファンからの愛称は「うららん」。小助川とは幼馴染。阿吽の呼吸で、ダブルスを組んでいる。
小助川 環（こすけがわ たまき）
桐木平とは幼馴染でダブルスを組んでいる。桐木平と対照的に背が小さいが、幼少時代は小助川の方が身長が高かった描写がある。
天海 司（あまみ つかさ）
藍天大附属中卓球部の顧問。紫王館中卓球部の顧問の天海将の甥にあたる。イチローの体を突然触ったりと奇妙な行動が目立つ。

## 書誌情報
- 掛丸翔『少年ラケット』 秋田書店〈少年チャンピオン・コミックス〉、全13巻
  1. 2015年9月8日発売 ISBN 978-4-253-22591-5
  2. 2015年12月8日発売 ISBN 978-4-253-22592-2
  3. 2016年2月8日発売 ISBN 978-4-253-22593-9
  4. 2016年4月8日発売 ISBN 978-4-253-22594-6
  5. 2016年6月8日発売 ISBN 978-4-253-22595-3
  6. 2016年8月8日発売 ISBN 978-4-253-22596-0
  7. 2016年11月8日発売 ISBN 978-4-253-22597-7
  8. 2017年1月6日発売 ISBN 978-4-253-22598-4
  9. 2017年3月8日発売 ISBN 978-4-253-22599-1
  10. 2017年5月8日発売 ISBN 978-4-253-22600-4
  11. 2017年8月8日発売 ISBN 978-4-253-22841-1
  12. 2017年10月6日発売 ISBN 978-4-253-22842-8
  13. 2017年11月8日発売 ISBN 978-4-253-22843-5